# Myllylampi (sjö i Viitasaari, Mellersta Finland, Finland)
Myllylampi eller Ala-Kutemainen är en sjö i Finland. Den ligger i kommunen Viitasaari i landskapet Mellersta Finland, i den centrala delen av landet, 300 km norr om huvudstaden Helsingfors. Myllylampi ligger 126 meter över havet. Den är 3,5 meter djup. Arean är 17 hektar och strandlinjen är 2,33 kilometer lång. Sjön  ingår i Kymmene älvs huvudavrinningsområde.   Den ligger vid sjön Muuruejärvi. I omgivningarna runt Myllylampi växer i huvudsak blandskog.